# Берналл, Кэсси
Кэсси Рене Берналл (англ. Cassie René Bernall; 6 ноября 1981 — 20 апреля 1999, Колумбайн, США) — американская школьница, одна из 13 жертв массового убийства в школе «Колумбайн». После её гибели ходила версия, что один из убийц Эрик Харрис спросил её о вере в Бога, а затем она была убита после положительного ответа, но в сентябре 1999 года версия была опровергнута одной из свидетельниц Эмили Вайант.

## Биография
Родилась 6 ноября 1981 года в Уит-Ридж в семье Брэда и Мисти Берналл; вместе с младшим братом Крисом воспитывалась в христианской вере. По словам родителей, в подростковом возрасте у неё начались проблемы с учёбой, она прогуливала школу, а также начала пробовать алкоголь и наркотики. Вскоре из-за найденных в её комнате писем, где говорилось о планах убить родителей, она была переведена в новую школу, в которой она чувствовала себя несчастной и склонялась к суициду.
20 апреля 1999 года была убита во время нападения на школу; она находилась в школьной библиотеке, когда туда вошли Эрик Харрис и Дилан Клиболд. Харрис подошёл к столу под которым она пряталась и постучал по нему два раза, после чего опустился рядом с ней и произнёс «ку-ку» (англ. Peekaboo), а затем убил её выстрелом в голову.
Как и другие жертвы, Кэсси была похоронена в белом гробу, на котором расписывались все присутствующие на похоронах.

## Споры о мученичестве
Во время репортажей в новостях передавали, что перед тем как её убить Харрис, спрашивал её, как и Рэйчел Скотт, верит ли она в Бога, на что Берналл якобы ответила да, за что и была убита. Толчком стал брат Рэйчел Скотт Крэйг, который тоже был тогда в библиотеке, и который сообщил следователям, что он слышал такой диалог между стрелками и одной из убитых. Визуально Скотт не видел говорящих, но был уверен, что голос жертвы принадлежал Берналл. В сентябре 1999 года одна из выживших девушек Эмили Вайант (которая пряталась с Берналл под одним столом) сказала, что Харрис убил её, не задавая никаких вопросов. На самом деле такой разговор был между Харрисом и Валин Шнур, которая выжила после нападения. Когда Скотта привели на следственный эксперимент и спросили, где именно он слышал этот диалог, то он указал именно в ту сторону, где пряталась Шнур. 
Теме не менее, в октябре 1999 года её мать написала книгу «Она сказала да: маловероятное мученичество Кэсси Берналл», которая разошлась большим тиражом, став одной из успешных книг.